# Otto Graf Lambsdorff
Otto Friedrich Wilhelm Freiherr von der Wenge Graf Lambsdorff (20 de diciembre de 1926 - 5 de diciembre de 2009) fue un político alemán que ocupó el puesto de Ministro Federal de Economía y fue presidente del Partido Democrático Liberal (FDP).

## Biografía
Lambsdorff nació en Aquisgrán (Renania), hijo de Herbert Graf Lambsdorff Eva Schmidt. Realizó sus estudios en Berlín y Brandenburg an der Havel, y posteriormente se convirtió en cadete de la Wehrmacht, en 1944. En abril de 1945 resultó gravemente herido en un ataque aliado y perdió su pierna izquierda. Hasta 1946 Lambsdorff permaneció cautivo como prisionero de guerra. Después de la Segunda Guerra Mundial, logró superar su Abitur y estudió derecho en las universidades de Bonn y Colonia, donde obtuvo su doctorado.
En 1951 se afilió al liberal FDP, y entre 1972 y 1998 fue diputado por la Dieta Federal, el Bundestag. Entre 1988 y 1993 ejerció el puesto de presidente del FDP.
El pro empresarial Partido Democrático Liberal había estado gobernando en coalición con el Partido Socialdemócrata de Alemania (SPD) desde 1969, pero a comienzos de la década de 1980 cambió de postura. Lambsdorff lideró al sector mayoritario del FDP en su adopción de las "Tesis de Kiel" que promocionaban la economía de mercado; el nuevo planteamiento rechazaba el énfasis keynesiano en la demanda y el consumo, y a su vez proponía reducir el gasto de bienestar social, y tratar de introducir políticas que estimularan la producción y facilitaran el trabajo. Lambsdorff argumentó que el resultado sería el crecimiento económico, lo cual resolvería tanto los problemas sociales como los problemas presupuestarios. Como consecuencia el FDP cambió su lealtad y pasó a apoyar a la CDU, lo que significó que Schmidt perdiera su mayoría parlamentaria en 1982. Por vez única en la historia de Alemania Occidental, el gobierno cayó por una moción de confianza.
Dentro y fuera de su partido era conocido como un representante del liberalismo de mercado; un nombre de burla habitual en FDP fue der Markgraf ("el recuento de mercado", un juego de palabras del título nobiliario "Markgraf"). Entre 1977 y 1982, y nuevamente entre 1982 y 1984, Graf Lambsdorff fue Ministro federal de Economía de Alemania occidental. En 1984 se vio obligado a dimitir de su cargo tras quedar tocado por su implicación en el Caso Flick. El 16 de enero de 1987 fue condenado por la Corte estatal de Bonn por evasión de impuestos. Sin embargo, esto no le supuso un problema para seguir ocupando cargos en el partido y seguir siendo diputado federal.
En 1999 Lambsdorff fue nombrado por el Canciller Gerhard Schröder como enviado federal a las negociaciones para la compensación de las víctimas de trabajo forzado en Alemania durante la Segunda Guerra Mundial, lo que llevaría al establecimiento de la "Stiftung Erinnerung, Verantwortung und Zukunft".
Entre 1992 y 1994 fue presidente honorario de la Internacional Liberal.

## Familia
La familia Lambsdorff descendiende de la vieja aristocracia de Westfalia, aunque asentada desde hace siglos en los Países Bálticos y estuvo, por tanto, conectada con la Rusia zarista e imperial, al igual que otros muchos aristócratas alemanes del Báltico. El padre de Lambsdorff había servido como cadete zarista en San Petersburgo y el ministro de asuntos exteriores ruso Vladimir Lambsdorff era uno de sus parientes.
Desde 2004 su sobrino Alexander Graf Lambsdorff ha representado al FDP en el Parlamento Europeo.